# Hautajärvi
Koordinaten: 66° 31′ N, 29° 2′ O

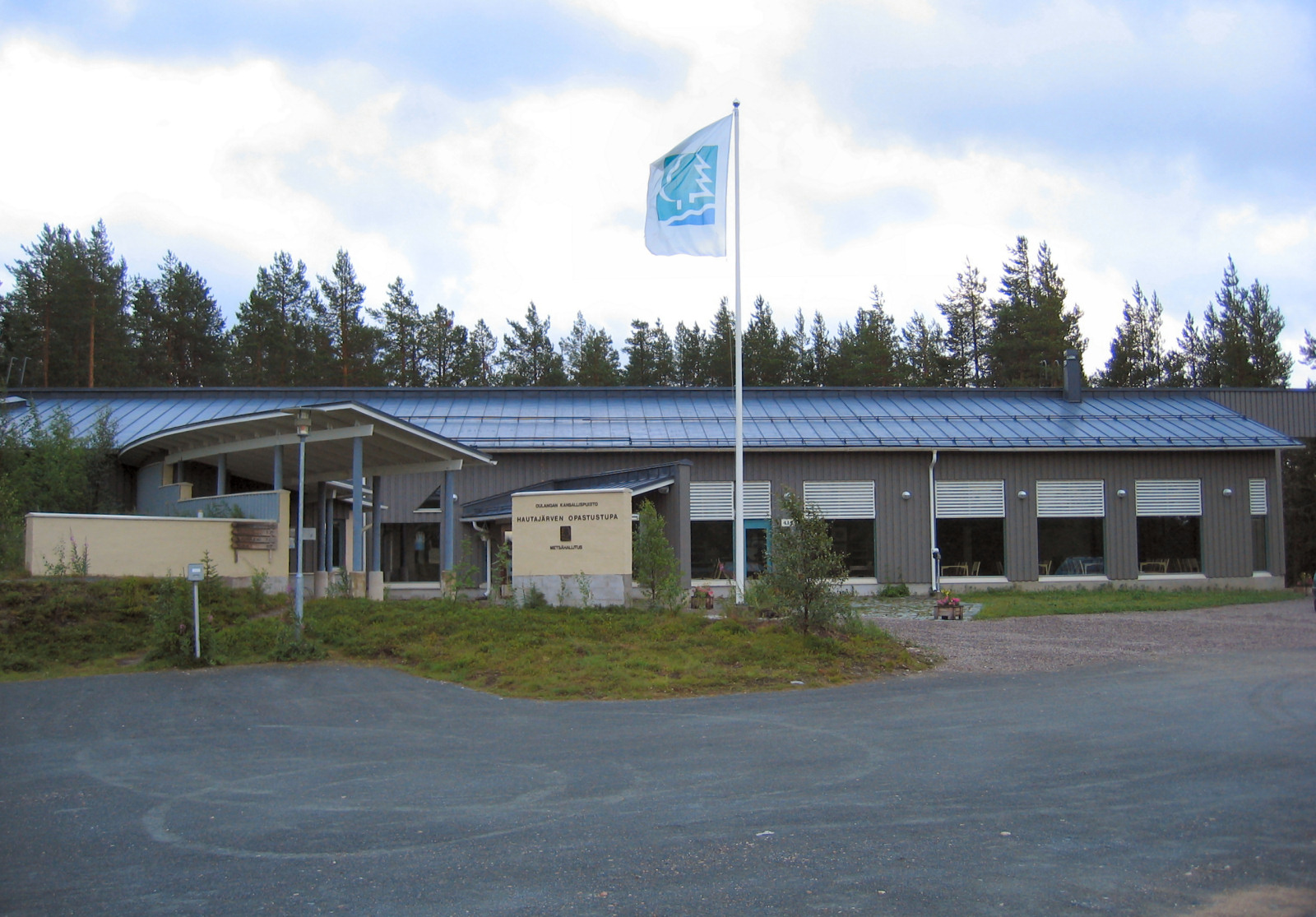
Das Informationszentrum Hautajärvi

Hautajärvi [ˈhɑu̯tɑjærvi] ist ein Dorf in der Gemeinde Salla im Südosten der finnischen Provinz Lappland. Hautajärvi liegt fast genau am Polarkreis im Süden von Salla, rund 45 km südlich des Gemeindezentrums. Der Skiort Ruka ist etwa eine Fahrstunde entfernt.
Hautajärvi hat rund 270 Einwohner. Im Dorf befinden sich eine Bar mit Postamt, eine Grundschule und eine Kirche. Der Supermarkt wurde im Jahr 2012 geschlossen. Nach Ruka besteht eine tägliche Busverbindung. Für den Fremdenverkehr bedeutend ist Hautajärvi als Anfangs- bzw. Endpunkt der Bärenrunde, einer 80 km langen Wanderroute durch den 1956 gegründeten Nationalpark Oulanka am Fluss Oulankajoki. Am Anfangspunkt der Bärenrunde befindet sich das „Naturhaus Hautajärvi“ (Hautajärven luontotalo), ein Informationszentrum, in dem die Natur des Nationalparks vorgestellt wird.
Nahe Hautajärvi werden Lagerstätten von Uran vermutet, erste Untersuchungen 2005 verliefen positiv.